# ZNTK Oleśnica 303Ea
Uzasadnienie:  Artykuł opisuje zmodernizowane lokomotywy typu 303Ea które powstały jako pochodne od typu 4E/303E 
ZNTK Oleśnica 303Ea (seria EU07A) – normalnotorowa lokomotywa elektryczna, produkcji polskiej, zmodernizowana w ZNTK Oleśnica z lokomotywy HCP 303E (seria EU07). 3 sztuki są eksploatowane przez PKP Intercity.
Lokomotywy EU07 stanowią najbardziej znaną z polskich torów generację lokomotyw pasażerskich. Przestarzała konstrukcja i wynikające z niej parametry jezdne, które nie odpowiadają współczesnym realiom zdecydowały, iż postanowiono o ich modernizacji. Modernizacja została wykonana przez ZNTK w Oleśnicy.

## Modernizacja
Do naprawy głównej zakwalifikowano jedną lokomotywę EU07-495 (typ 303E), należącą do PKP Intercity. Ze starej lokomotywy typu 303E zostały tylko ostoja i wózki jezdne. Zastąpiono energochłonny rozruch oporowy nowoczesnym rozruchem częstotliwościowym IGBT VVVF. Wymianie uległy: przetwornica z oryginalnej LKPm-368 na ENI-PL3000/130/S, ułożyskowanie wału (ze ślizgowego na toczne, jak w lokomotywie serii EP08), zamontowano asynchroniczne silniki trakcyjne oraz sterowanie mikroprocesorowe, opracowane przez IPS „Tabor”. Tradycyjny system pneumatycznego hamulca Oerlikona zastąpiony został nowoczesnym systemem tablicy hamulcowej MZT Hepos połączonej z hamulcami elektropneumatycznym i elektrodynamicznym, co sprawia, że lokomotywa zwiększa swą niezawodność i bezpieczeństwo jazdy.
Jako jedna z pierwszych modernizowanych lokomotyw w Polsce zyskała diodowy wyświetlacz na czole lokomotywy. Podobne rozwiązanie zastosowano w lokomotywach EP07 modernizowanych przez ZNLE Gliwice dla Przewozów Regionalnych- seria EP07P.

## Eksploatacja
| Użytkownik    | Numery                                                   | Liczba | Lata dostaw |       |
| ------------- | -------------------------------------------------------- | ------ | ----------- | ----- |
| PKP Intercity | 001 (ex. EU07-495) 002 (ex. EU07-533) 003 (ex. EU07-494) | 3      | 2011 2014   | [ 1 ] |

### PKP Intercity
Modernizację EU07-495 z dostosowaniem do prędkości 160 km/h dokonały ZNTK w Oleśnicy w 2011 roku. Podczas testów lokomotywa osiągnęła prędkość 192 km/h. 12 grudnia 2011 lokomotywa rozpoczęła planową obsługę pociągu Express InterCity Fredro. Po wprowadzeniu do eksploatacji przewoźnik zmienił oznaczenie lokomotywy z EU07A-495 na EU07A-001.
PKP Intercity początkowo nie planowało dalszych modernizacji, jednakże ostatecznie postanowiło zmodernizować 2 kolejne lokomotywy EU07. Mają one między innymi zastąpić wycofaną z ruchu lokomotywę EP09-035, zniszczoną w katastrofie  pod Szczekocinami. Z jej ubezpieczenia pochodzić będą pieniądze na ww. modernizacje. 28 maja 2013 przewoźnik podjął decyzję o powierzeniu tego zadania ZNTK w Oleśnicy. W czerwcu 2014 obie lokomotywy były gotowe.
We wrześniu 2020 roku przewoźnik podpisał umowę na modernizację kolejnych 20 lokomotyw serii EP/EU07 do serii EU07A. W 2022 roku, zrezygnowano z modernizacji na rzecz zakupu zupełnie nowych lokomotyw zdolnych osiągać prędkość 160 km/h.

### Przewozy Regionalne
12 października 2012 Przewozy Regionalne podjęły decyzję o udzieleniu zamówienia Bydgoskiej PESIE na modernizację 6 sztuk EU07 z dostosowaniem do prędkości 160 km/h. Przetarg został unieważniony.